# Mixtape Messiah 3
Mixtape Messiah 3 è un mixtape che il rapper Chamillionaire, pubblicato il 18 luglio 2007 sotto le case discografiche Chamillitary Entertainment e Universal Records.

## Informazioni
Il 18 luglio 2007 il mixtape divenne disponibile sul sito di Chamillionaire.
Nello stesso giorno, il rapper pubblicò il DVD The Mixtape Messiah DVD, contenente oltre un'ora di interviste, live, dietro le quinte e immagini. È possibile scaricare sia il DVD che il mixtape sul sito ufficiale dell'artista.

## Tracce
| #  | Traccia                 | Featuring | Campionamenti                                         |
| -- | ----------------------- | --------- | ----------------------------------------------------- |
| 1  | Get Ya Burners Out      |           | She Said She Loves Me (dei Kleer)                     |
| 2  | Money Already Made      |           | I Get Money (di 50 Cent)                              |
| 3  | Get On My Level         |           | Make Me Better (di Fabolous)                          |
| 4  | Living Good             |           | In Tha Hood (di Brisco)                               |
| 5  | It's Just Pain          |           | Renegade (di Jay-Z)                                   |
| 6  | The Call                |           | Renegade (di Jay-Z)                                   |
| 7  | Nothin' But Lies'       |           | Can't Tell Me Nothing' (di Kanye West)                |
| 8  | Ima Playa Flasho        |           | International Player's Anthem (I Choose You) (di UGK) |
| 9  | Roy Woods Jr. Skit      |           |                                                       |
| 10 | Failure's Not An Option |           | Big Shit Poppin' (Do It) (di T.I.)                    |
| 11 | Got A Lot Of Options    |           | Thuck Ya Ice (di Trick Daddy)                         |
| 12 | See It In My Eyes       |           | I'm A G (di Lil' Keke)                                |
| 13 | Don't Hurt 'Em Hammer   |           | The People (di Common)                                |
| 14 | Roy Woods Jr. Skit 2    |           | The People (di Common)                                |
| 15 | It's On                 |           | Wipe Me Down (di Lil' Boosie)                         |
| 16 | You A Dummy             |           | You Ain't Know (di Baby e Lil' Wayne)                 |
| 17 | Chamillionaire Speaks   |           | You Ain't Know (di Baby e Lil' Wayne)                 |
| 18 | Mo Scrilla              |           | Go Getta (di Young Jeezy)                             |
| 19 | The Crowd Goes Wild     |           | Speaker (di David Banner)                             |
| 20 | Makes Me Stronger       |           | Stronger (di Kanye West)                              |
| 21 | Chamillionaire Speaks 2 |           | Stronger (di Kanye West)                              |
| 22 | Rain                    | Famous    | Emotionless (di Jim Jones)                            |

## Critica
| Recensione su | Giudizio |
| ------------- | -------- |
| Allhiphop.com | 7/20/07  |
| Sixshot.com   | 7/23/07  |